# GBU-12 Paveway II
Die GBU-12 Paveway II ist eine lasergelenkte Bombe, die auf der Basis der Mark 82 Mehrzweck-Freifallbombe entwickelt wurde. Die GBU-12 gehört zur Paveway-Serie. Diese Bombe wurde ab dem Jahr 1976 eingesetzt. Die Marine und Luftstreitkräfte der Vereinigten Staaten, die Luftstreitkräfte Kanadas, Kolumbiens und der anderen Mitglieder der NATO setzen die GBU-12 ein.
Die GBU-12 und die anderen Bomben der Paveway-Serie wurden von Lockheed Martin und Raytheon entwickelt. Entwicklungszentren von GBU-12 sind in Arizona, Texas, New Mexico und Pennsylvania.

## Varianten
Enhanced GBU-12: (E)GBU-12, jetzt GBU-49. Verbesserte GBU-12 mit zusätzlichem GPS-unterstützten Trägheitsnavigationssystem zum Einsatz bei schlechten Sichtbedingungen.